# Rebets
Rebets ist eine französische Gemeinde mit 147 Einwohnern (Stand: 1. Januar 2022) im Département Seine-Maritime in der Region Normandie (vor 2016: Haute-Normandie). Sie gehört zum Arrondissement Rouen und zum Kanton Le Mesnil-Esnard (bis 2015: Kanton Buchy). Die Einwohner werden Robatiens genannt.

## Geographie
Rebets liegt etwa 25 Kilometer ostnordöstlich von Rouen am Flüsschen Héron. Umgeben wird Rebets von den Nachbargemeinden Héronchelles im Norden, Bois-Guilbert im Norden und Nordosten, La Chapelle-Saint-Ouen im Osten und Nordosten, Morville-le-Héron im Süden sowie Boissay im Westen.

## Einwohnerentwicklung
| 1962                      | 1968 | 1975 | 1982 | 1990 | 1999 | 2006 | 2013 |
| ------------------------- | ---- | ---- | ---- | ---- | ---- | ---- | ---- |
| 95                        | 91   | 89   | 101  | 108  | 110  | 133  | 142  |
| Quelle: Cassini und INSEE |      |      |      |      |      |      |      |

## Sehenswürdigkeiten
- Kirche Saint-Denis, 1860 wieder errichtet

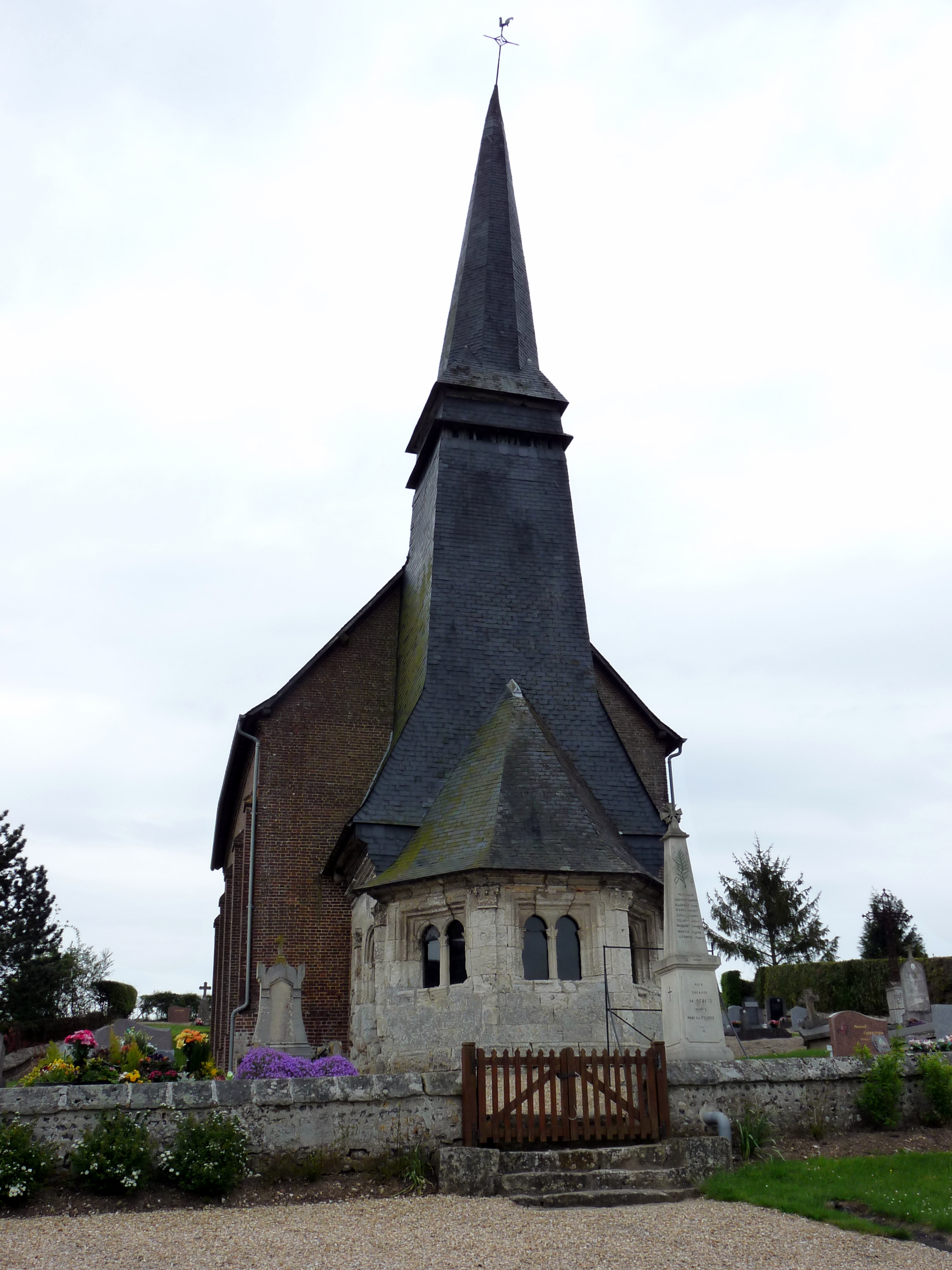
Kirche Saint-Denis

- Reste einer Burg
- Wassermühle von 1845